# Зауэнзик
Зауэнзик (нем. Sauensiek) — община в Германии, в земле Нижняя Саксония.
Входит в состав района Штаде. Подчиняется управлению Апензен. Население составляет 2303 человека (на 31 декабря 2010 года). Занимает площадь 31,37 км².
Коммуна подразделяется на 3 сельских округа.